# Championnat des Antilles néerlandaises de football 1979-1980
Navigation
Saison précédente Saison suivante
La saison 1979-1980 du Championnat des Antilles néerlandaises de football est la dix-septième édition de la Kopa Antiano, le championnat des Antilles néerlandaises. Les deux meilleures équipes d'Aruba, de Bonaire et de Curaçao se rencontrent lors d'un tournoi inter-îles.
La compétition se déroule en deux phases :
- un premier tour oppose en matchs aller-retour un champion d'une île au vice-champion d'une autre île. Le vainqueur se qualifie pour les demi-finales ainsi que le meilleur club parmi les trois perdants ;
- la phase finale regroupe les quatre clubs toujours en lice, qui s'affrontent lors des demi-finales et de la finale, jouées en matchs aller et retour.

C'est le CRKSV Jong Colombia, tenant du titre, qui est à nouveau sacré cette saison après avoir battu l'autre club curacien en finale, le Sport Unie Brion-Trappers. Il s’agit du cinquième titre de champion des Antilles néerlandaises de l’histoire du club.
Le vainqueur de la Kopa Antiano et le finaliste se qualifient pour la Coupe des champions de la CONCACAF 1980.

## Compétition
Le barème utilisé pour établir le classement est le suivant :
- Victoire : 2 points
- Match nul : 1 point
- Défaite : 0 point

### Championnat d'Aruba
- Le SV Racing Club Aruba est sacré champion d'Aruba, devant le SV Dakota. Les deux clubs se qualifient pour la Kopa Antiano.

### Championnat de Bonaire
- Le Real Rincon est sacré champion de Bonaire, devant le SV Juventus. Les deux clubs se qualifient pour la Kopa Antiano.

### Championnat de Curaçao

#### Phase régulière
| Rang | Équipe                      | Pts | J  | G | N | P | Bp | Bc | Diff |
| ---- | --------------------------- | --- | -- | - | - | - | -- | -- | ---- |
| 1    | Sport Unie Brion-Trappers   | 18  | 14 | 7 | 4 | 3 | 19 | 11 | +8   |
| 2    | CRKSV Jong Colombia         | 17  | 14 | 6 | 5 | 3 | 20 | 14 | +6   |
| 3    | CRKSV Jong HollandT         | 16  | 14 | 5 | 6 | 3 | 20 | 11 | +9   |
| 4    | SV Victory Boys             | 15  | 14 | 5 | 5 | 4 | 15 | 13 | +2   |
| 5    | Union Deportivo Banda AbouP | 15  | 14 | 5 | 5 | 4 | 13 | 12 | +1   |
| 6    | RKVFC Sithoc                | 12  | 14 | 4 | 4 | 6 | 13 | 16 | -3   |
| 7    | RKSV Scherpenheuvel         | 11  | 14 | 4 | 3 | 7 | 15 | 25 | -10  |
| 8    | VESTA Willemstad            | 8   | 14 | 3 | 2 | 9 | 18 | 31 | -13  |

|  | Qualification pour la phase finale                 |
|  | Relégation directe en B-Klasse                     |
|  | T : Tenant du titre P : Promu de deuxième division |

#### Phase finale
|  | Demi-finales              | Demi-finales              | Demi-finales              | Demi-finales              |                     |                     | Finale                 | Finale                 | Finale                 | Finale                 |
|  |                           |                           |                           |                           |                     |                     |                        |                        |                        |                        |
|  | 10 et 14 août 1979        | 10 et 14 août 1979        | 10 et 14 août 1979        | 10 et 14 août 1979        |                     |                     | 19, 24 et 29 août 1979 | 19, 24 et 29 août 1979 | 19, 24 et 29 août 1979 | 19, 24 et 29 août 1979 |
|  | CRKSV Jong Colombia       | CRKSV Jong Colombia       | 1                         | 2                         |                     |                     | 19, 24 et 29 août 1979 | 19, 24 et 29 août 1979 | 19, 24 et 29 août 1979 | 19, 24 et 29 août 1979 |
|  | CRKSV Jong Colombia       | CRKSV Jong Colombia       | 1                         | 2                         |                     |                     | 19, 24 et 29 août 1979 | 19, 24 et 29 août 1979 | 19, 24 et 29 août 1979 | 19, 24 et 29 août 1979 |
|  | CRKSV Jong HollandT       | CRKSV Jong HollandT       | 0                         | 0                         |                     |                     | 19, 24 et 29 août 1979 | 19, 24 et 29 août 1979 | 19, 24 et 29 août 1979 | 19, 24 et 29 août 1979 |
|  | CRKSV Jong HollandT       | CRKSV Jong HollandT       | 0                         | 0                         | CRKSV Jong Colombia | CRKSV Jong Colombia | 2                      | 1 [0]                  |                        |                        |
|  | 8 et 12 août 1979         |                           |                           |                           | CRKSV Jong Colombia | CRKSV Jong Colombia | 2                      | 1 [0]                  |                        |                        |
|  |                           |                           | Sport Unie Brion-Trappers | Sport Unie Brion-Trappers | 1                   | 2 [1]               |                        |                        |                        |                        |
|  | Sport Unie Brion-Trappers | Sport Unie Brion-Trappers | Sport Unie Brion-Trappers | Sport Unie Brion-Trappers | 1                   | 2 [1]               | 3                      | 1                      |                        |                        |
|  | Sport Unie Brion-Trappers | Sport Unie Brion-Trappers |                           |                           |                     |                     |                        | 1                      |                        |                        |
|  | SV Victory Boys           | SV Victory Boys           | 1                         | 0                         |                     |                     |                        |                        |                        |                        |
|  | SV Victory Boys           | SV Victory Boys           | 1                         | 0                         |                     |                     |                        |                        |                        |                        |

- Le Sport Unie Brion-Trappers et le CRKSV Jong Colombia se qualifient pour la Kopa Antiano.

### Kopa Antiano

#### Premier tour
| Équipe 1                  | Résultat | Équipe 2             | Aller | Retour |
| ------------------------- | -------- | -------------------- | ----- | ------ |
| Sport Unie Brion-Trappers | 5 - 0    | SV Juventus          | 4 - 0 | 1 - 0  |
| Real Rincon               | 1 - 3    | SV Dakota            | 0 - 0 | 1 - 3  |
| SV Racing Club Aruba      | 1 - 2    | CRKSV Jong ColombiaT | 0 - 2 | 1 - 0  |

- Le SV Racing Club Aruba se qualifie pour les demi-finales en tant que meilleur club parmi les trois perdants.
- La SV Juventus dépose une réclamation à l'issue de sa rencontre face au Sport Unie Brion-Trappers, ce qui entraîne une suspension du championnat pendant plusieurs semaines.

#### Phase finale
|  | Demi-finales                 | Demi-finales              | Demi-finales         | Demi-finales         |   |   | Finale                | Finale | Finale | Finale |
|  |                              |                           |                      |                      |   |   |                       |        |        |        |
|  |                              |                           |                      |                      |   |   | 24 et 27 février 1980 |        |        |        |
|  | Sport Unie Brion-Trappers    |                           |                      |                      |   |   |                       |        |        |        |
|  |                              |                           |                      |                      |   |   |                       |        |        |        |
|  | SV Dakota forfait            |                           |                      |                      |   |   |                       |        |        |        |
|  | Sport Unie Brion-Trappers    | Sport Unie Brion-Trappers | 0                    | 0                    |   |   |                       |        |        |        |
|  | Sport Unie Brion-Trappers    | Sport Unie Brion-Trappers | 0                    | 0                    |   |   |                       |        |        |        |
|  |                              |                           | CRKSV Jong ColombiaT | CRKSV Jong ColombiaT | 1 | 0 |                       |        |        |        |
|  | CRKSV Jong ColombiaT         |                           | CRKSV Jong ColombiaT | CRKSV Jong ColombiaT | 1 | 0 |                       |        |        |        |
|  |                              |                           |                      |                      |   |   |                       |        |        |        |
|  | SV Racing Club Aruba forfait |                           |                      |                      |   |   |                       |        |        |        |
|  |                              |                           |                      |                      |   |   |                       |        |        |        |

- Les deux clubs arubais quittent la compétition pour protester contre la fédération, coupable selon eux de ne pas avoir géré correctement le championnat, retardé par la réclamation du SV Juventus.

## Bilan de la saison
| Championnat des Antilles néerlandaises de football 1979-1980 |                                |
| Champion                                                     | CRKSV Jong Colombia (5e titre) |
| Qualifications continentales                                 |                                |
| Coupe des champions de la CONCACAF 1980                      | CRKSV Jong Colombia            |
| Coupe des champions de la CONCACAF 1980                      | Sport Unie Brion-Trappers      |
| Promotions et relégations                                    |                                |
| Promus en Kopa Antiano                                       | Aucun                          |
| Relégués                                                     | Aucun                          |